# Protočnoje
Protočnoje (rusky Проточное, japonsky 雄武洞湖, Obudo) je lagunové jezero na ostrově Sachalin v uglegorském okrese v Sachalinské oblasti Ruské federace.
Na břehu jezera se nachází sídlo městského typu Šachťorsk a vede zde od roku 2017 uzavřená úzkokolejná železnice Správy těžby a dopravy.
Plocha jezera je 3,1 km², plocha povodí je 26 km². Jezerem protéká řeka Dno. Voda v jezeře je velmi čistá. V zimě i v létě je zde mnoho rybářských nadšenců.